# Вал ди Ши
Ва̀л ди Шѝ (на италиански: Val di Chy) е община в Метрополен град Торино, регион Пиемонт, Северна Италия. Административен център на общината е село Пеко (Pecco), разположено на 650 m надморска височина. Към 1 януари 2020 г. населението на общината е 1276 души, от които 72 са чужди граждани.
Общината е създадена на 1 януари 2019 г. и се състои от предходните общини Аличе Супериоре, Луняко и Пеко.